# 谢讷河畔加夫赖
谢讷河畔加夫赖（法語：Gavray-sur-Sienne，法語發音：[ɡavʁɛ syʁ sjɛn]）是法国芒什省的一个市镇，属于库唐斯区。该市镇于2019年由原市镇加夫赖、勒梅尼勒阿芒、勒梅尼勒罗格和苏尔德瓦勒莱布瓦合并而成，行政中心位于加夫赖。

## 地理
谢讷河畔加夫赖（48°54'34.999"N, 1°21'0.000"W）面积42.15 平方千米，位于法国诺曼底大区芒什省，该省份为法国西北部沿海省份，西、北、东北三面环大西洋，东起顺时针与卡爾瓦多斯省、奧恩省、马耶讷省和伊勒-维莱讷省接壤。
与谢讷河畔加夫赖接壤的市镇（或旧市镇、城区）包括：圣但尼勒加、昂比、蒙泰居莱布瓦、勒梅尼勒加尼耶、勒梅尼勒维勒芒、博尚、埃基伊、拉默德拉基耶尔、韦尔、朗格罗讷、诺曼底地区佩尔西、拉巴莱讷、博尚。
谢讷河畔加夫赖的时区为UTC+01:00、UTC+02:00（夏令时）。

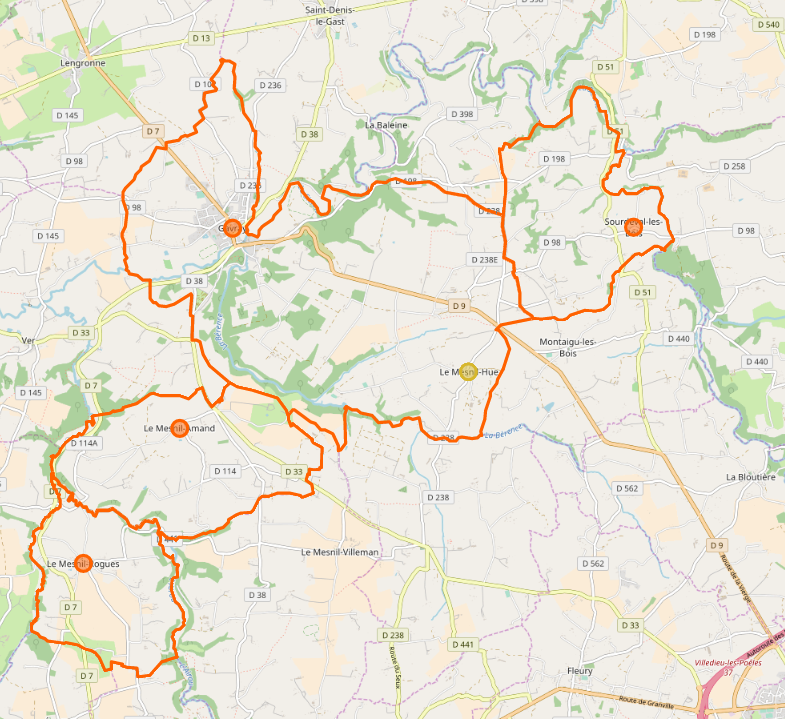
谢讷河畔加夫赖的OSM定位图

## 行政
谢讷河畔加夫赖的邮政编码为50450，INSEE市镇编码为50197。

## 政治
谢讷河畔加夫赖所属的省级选区为谢讷河畔凯特勒维尔县。

## 人口
谢讷河畔加夫赖于2022年1月1日时的人口数量为2028人。